# Termit (pyroteknik)
 For alternative betydninger, se Termit. (Se også artikler, som begynder med Termit)
Termit er en metal-blanding, som består af aluminiumpulver (Aluminium) og metaloxid (jernoxid/rust). Ved antænding udvikler blandingen ekstremt meget varme, omkring 2.500°C.
Forbrændingen splitter jern- og iltatomerne, afgiver aluminiumoxid, og resultatet er flydende jern.
Termit er blevet brugt af militæret til at brænde igennem betonbunkers. Termit bruges også til at svejse jernbaneskinner eller sporvognsskinner (rilleskinner) sammen.